# Lykjelsholmen

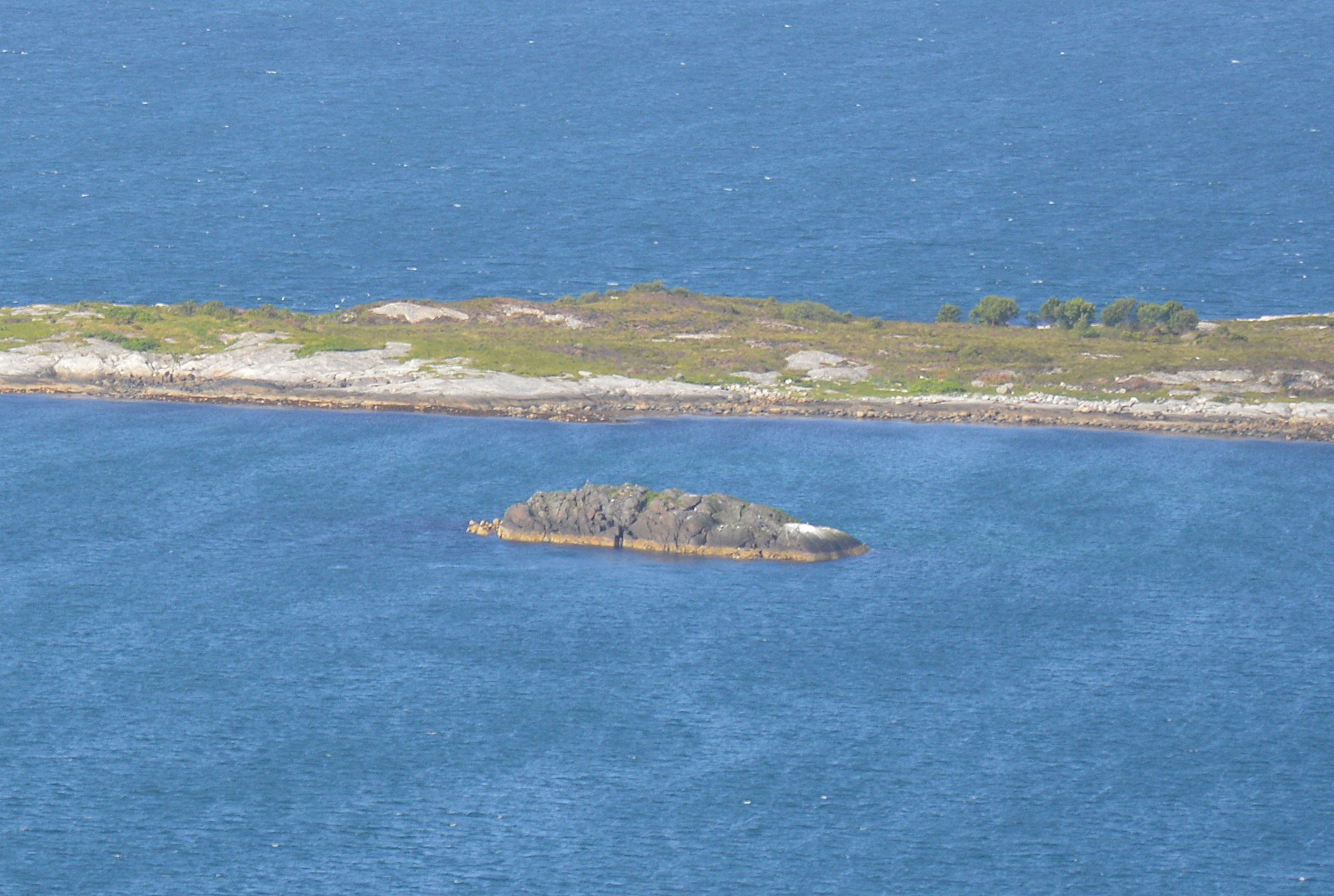
Lykjelsholmen, im Hintergrund die Westspitze der Ellingsøya

Lykjelsholmen ist eine unbewohnte Schäreninsel an der Einmündung des Ellingsøyfjord in den Valderhaugfjord in Norwegen und gehört zur Gemeinde Ålesund der norwegischen Provinz Møre og Romsdal.
Sie liegt südlich der Westspitze der Insel Ellingsøya.
Die felsige Insel hat eine Ausdehnung von Nordwest nach Südosten von etwa 40 Metern bei einer Breite von bis ungefähr 25 Metern. Sie erreicht eine Höhe von bis zu fünf Metern, ist karg und nur wenig bewachsen.